# Luật Quốc kỳ và Quốc ca Nhật Bản
Luật Quốc kỳ và Quốc ca (国旗及び国歌に関する法律 Kokki Oyobi Kokka ni Kansuru Hōritsu), viết tắt là 国旗国歌法, là luật chính thức quy định quốc kỳ và quốc ca của Nhật Bản. Trước khi luật được công bố vào ngày 13 tháng 8 năm 1999, Nhật Bản về mặt pháp luật không có quốc kỳ hay quốc ca. Nhật Bản lấy cờ nisshōki (日章旗), thường gọi là hinomaru (日の丸) làm quốc kỳ từ năm 1870, bài "Kimigayo" (君が代) làm quốc ca từ năm 1880.
Sau Chiến tranh thế giới thứ hai, có kiến nghị chính thức quy định cờ hinomaru và bài Kimigayo là quốc kỳ và quốc ca của Nhật Bản, một phần bởi vì một vị hiệu trưởng ở Hiroshima tự tử do tranh chấp về việc dùng quốc kỳ và quốc ca ở buổi lễ của trường. Năm 1974, Quốc hội Nhật Bản thông qua dự án luật thất bại do sự phản đối của Công đoàn Giáo viên Nhật Bản. Công đoàn Giáo viên Nhật Bản giữ lập trường rằng quốc kỳ và quốc ca gắn liền với quá khứ quân phiệt của Nhật Bản.
Luật Quốc kỳ và Quốc ca được Quốc hội Nhật Bản thông qua vào ngày 9 tháng 9 năm 1999 và được công bố vào ngày 13 tháng 9. Nó là một trong những luật gây tranh cãi nhất vào thập niên 90.
Có nhiều phản ứng trái chiều đối với luật. Một số người Nhật thì tán thành, những người khác thì cảm thấy rằng chủ nghĩa dân tộc đang thịnh trở lại mà phản đối, bởi vì luật được thông qua kịp dịp kỷ niệm Nhật hoàng Akihito lên ngôi. Một vài nước bị Nhật Bản chiếm đóng vào Chiến tranh thế giới thứ hai nhận định rằng chính trị Nhật Bản có chuyển biến hướng bảo thủ. Những văn bản do cơ quan nhà nước ban hành để thi hành luật, nhất là văn bản của Sở Giáo dục Tokyo bị kiện vi phạm hiến pháp Nhật Bản.

## Nội dung
Luật Quốc kỳ và Quốc ca quy định cờ Nisshōki là quốc kỳ và bài Kimigayo là quốc ca. Luật có hai phụ lục quy định chi tiết, bao gồm cả thông số kỹ thuật của quốc kỳ và phổ nhạc của quốc ca. Luật không quy định việc sử dụng quốc kỳ hay quốc ca bởi vì không có đủ sự ủng hộ trong Quốc hội, cho nên trung ương và các tỉnh ban hành các văn bản khác nhau.

### Quy định đối với quốc kỳ

Sơ đồ minh họa vị trí và tỷ lệ kích thước của các yếu tố của quốc kỳ.

Phụ lục 1 quy định thông số kỹ thuật của quốc kỳ. Chiều rộng bằng hai phần ba chiều dài. Nền trắng, ở giữa có hình tròn đỏ đường kính bằng ba phần năm chiều rộng. Luật cho phép tiếp tục sản xuất và sử dụng mẫu quốc kỳ cũ có chiều rộng bằng bảy phần mười chiều dài, hình tròn lệch tâm một phần một trăm chiều dài về hướng treo cờ. Luật không xác định sắc thái đỏ nào. Trong lúc Quốc hội thảo luận dự án luật, có kiến nghị dùng màu đỏ son 赤色 (aka iro) hay dùng màu trong Tiêu chuẩn công nghiệp Nhật Bản. Chính phủ chỉ giải thích là màu đỏ đậm. Năm 2008, Bộ Quốc phòng Nhật Bản ban hành thông số kỹ thuật xác định sắc thái đỏ.

### Quy định đối với quốc ca
Phụ lục 2 quy định phổ nhạc và lời của quốc ca. Luật không quy định nhạc hay lời là của ai, nhưng phổ nhạc là của Hiromori Hayashi. Lời viết bằng hiragana. Luật không quy định nhịp hát. Quốc ca cử theo âm giai Dōrieus, nhịp 4/4.

## HinomaruvàKimigayotrước năm 1999
Vào thời kỳ Chiến quốc từ thế kỷ 15 đến thế kỷ 16, nhiều lãnh chúa dùng cờ hinomaru làm quân kỳ. Ngày 27 tháng 2 năm 1870, chính phủ Minh Trị chính thức quy định cờ hinomaru là cờ hiệu của tàu buôn và tàu chiến Nhật Bản. Từ năm 1870 đến năm 1885, cờ hinomaru là quốc kỳ. Từ năm 1885 đến 1999, không có quy định cờ hinomaru là quốc kỳ bởi vì chính phủ bãi bỏ tất cả văn bản của cơ quan hành chính cũ để thành lập Nội các mà hiện đại hóa đất nước. Nhưng mà, quân đội Nhật Bản tiếp tục dùng cờ hinomaru để thiết kế các quân kỳ như cờ hiệu của hải quân Nhật Bản. Những lá cờ Nhật khác cũng phỏng theo cờ hinomaru. Sau Chiến tranh thế giới thứ hai, chính quyền chiếm đóng Hoa Kỳ nghiêm ngặt hạn chế việc sử dụng lá cờ.
Kimigayo là một trong những quốc ca ngắn nhất trên thế giới, chỉ có 11 tiết nhịp và 32 chữ. Năm 1869, một vị nhạc trưởng đội quân nhạc diễu binh Ireland đang lưu trú ở Nhật Bản nêu ý kiến với một sĩ quan Nhật rằng Nhật Bản nên có bài quốc ca. Sĩ quan đó tán thành ý kiến, lấy một bài thơ Waka sáng tác vào thời kỳ Heian làm lời và xin vị nhạc trưởng soạn giai điệu. Nhưng mà, chính phủ Nhật Bản không chịu bản quốc ca này bởi vì giai điệu "thiếu sự tôn nghiêm". Năm 1880, Sảnh Nội Cung soạn giai điệu mới. Năm 1888, chính phủ Nhật Bản chính thức quy định bản Kimigayo có giai điệu này làm quốc ca. Bộ Giáo dục quy định các trường công phải cử quốc ca vào các buổi lễ. Vào thời kỳ chiếm đóng, Hoa Kỳ không ban hành quy định hạn chế chính phủ Nhật Bản dùng quốc ca. Nhưng mà, chỉ cử nhạc vào các buổi lễ chính thức, không hát lời.

## Bối cảnh lập pháp
Sở Giáo dục Hiroshima yêu cầu các trường sử dụng quốc kỳ và quốc ca ở tất cả các buổi lễ của trường. Nhưng mà, đội ngũ giáo viên ở Trường trung học Sera phản đối dữ dội quy định. Không thuyết phục được bên giáo viên cho dùng quốc kỳ và quốc ca ở buổi lễ tốt nghiệp, vị hiệu trưởng Ishikawa Toshihiro tự tử.
Sự việc khiến cho Thủ tướng Obuchi Keizō khởi thảo dự luật quy định cờ Hinomaru và bài Kimigayo là quốc kỳ và quốc ca của Nhật Bản. Ý định của ông là công bố luật vào năm 2000, nhưng Chánh Văn phòng Nội các Nonaka Hiromu khuyên ra luật vào tháng 11 năm 1999 cho kịp  dịp kỷ niệm tròn 10 năm Nhật hoàng Akihito lên ngôi.
Đã có nỗ lực quy định cờ Hinomaru và bài Kimigayo làm quốc kỳ và quốc ca trước đó. Năm 1974, Thủ tướng Tanaka Kakuei có ý thông qua luật chính thức quy định quốc kỳ và quốc ca, một phần để tranh thủ những cử tri bảo thủ. Tanaka muốn học sinh treo cờ và đọc Chỉ dụ Giáo dục của Thiên hoàng Minh Trị vào mỗi buổi sáng. Công đoàn Giáo viên Nhật Bản phản đối hát quốc ca bởi vì nó "nặng mùi sùng bái thiên hoàng" và gắn liền với chủ nghĩa quân phiệt trước Chiến tranh thế giới thứ hai. Tuy gần như toàn bộ người dân Nhật Bản đều biết chữ, nhiều học sinh không biết bài Kimigayo là gì hay cách hát. Tanaka đẩy dự luật qua Quốc hội thất bại.

## Lập trường của các đảng

### Ủng hộ
Đảng Dân chủ Tự do và Đảng Tự do là hai đảng bảo thủ chính ủng hộ dự luật. Hai đảng cho rằng người dân Nhật Bản đã chấp nhận cờ Hinomaru và bài Kimigayo là quốc kỳ và quốc ca, cho nên Quốc hội không được làm trái ý dân. Đảng Công minh ban đầu không ủng hộ dự luật bởi vì cho rằng quy định quốc kỳ và quốc ca có thể vi phạm hiến pháp, tuy đồng ý là người dân chấp nhận quốc kỳ và quốc ca. Đảng Công minh sau cùng ủng hộ dự luật để được liên minh với Đảng Dân chủ Tự do mà có chân trong chính phủ.

### Phản đối
Đảng Dân chủ Xã hội và Đảng Cộng sản phản đối dự luật bởi vì cờ Hinomaru và bài Kimigayo gắn liền với thời kỳ chiến tranh và chính phủ không chịu tổ chức trưng cầu dân ý. Đảng Cộng sản muốn có quốc kỳ và quốc ca mới tượng trưng sự dân chủ và hòa bình của Nhật Bản. Đảng Dân chủ Xã hội vào năm 1994 ủng hộ quốc kỳ và quốc ca để tranh thủ phiếu của Đảng Dân chủ Tự do trong Quốc hội.

### Đảng Dân chủ Nhật Bản
Đảng Dân chủ Nhật Bản giữ lập trường rằng phải ủng hộ dự luật bởi vì người dân Nhật Bản đã công nhận cờ Hinomaru và bài Kimigayo là quốc kỳ và quốc ca, nhưng cũng thừa nhận rằng các trường sẽ gặp khó khăn thi hành luật và các nhóm tiến bộ sẽ biểu tình phản đối. Ngày 16 tháng 7, Đảng Dân chủ kiến nghị sửa dự luật không quy định bài Kimigayo là quốc ca. Nếu sửa đổi bị bác bỏ thì các đảng viên được tùy ý biểu quyết. Chính phủ bác bỏ tất cả các kiến nghị sửa đổi.

## Dư luận
Tờ The Japan Times tiến hành cuộc thăm dò ý kiến về dự luật ở Tokyo, Osaka và Hiroshima. Cứ 10 người thì 9 người ủng hộ cờ Hinomaru là quốc kỳ, 6 người ủng hộ bài Kimigayo là quốc ca. Người dân trả lời rằng cờ Hinomaru là quốc kỳ của Nhật Bản và nên dạy về lịch sử của quốc kỳ, nhưng một số người không tán thành bài Kimigayo. Có người trả lời nên lấy bài Hoa anh đào làm quốc ca, có người trả lời giữ nhạc của bài Kimigayo nhưng viết lời mới. Nói chung, 46% ủng hộ dự luật.

## Kết quả biểu quyết
Ngày 22 tháng 7 năm 1999, Chúng nghị viện thông qua dự luật, 403 phiếu tán thành 86 phiếu không tán thành. Ngày 9 tháng 8, Tham nghị viện thông qua dự luật, 166 phiếu tán thành 71 phiếu không tán thành. Ngày 13 tháng 9, luật được công bố.
| Kết quả biểu quyết Chúng nghị viện | Kết quả biểu quyết Chúng nghị viện | Kết quả biểu quyết Chúng nghị viện | Kết quả biểu quyết Chúng nghị viện | Kết quả biểu quyết Chúng nghị viện | Kết quả biểu quyết Chúng nghị viện |
| Đảng                               | Tán thành                          | Không tán thành                    | Không biểu quyết                   | Không tham gia                     | Tổng cộng                          |
| ---------------------------------- | ---------------------------------- | ---------------------------------- | ---------------------------------- | ---------------------------------- | ---------------------------------- |
| Đảng Dân chủ                       | 45                                 | 46                                 | 0                                  | 1                                  | 92                                 |
| Đảng Dân chủ Tự do                 | 260                                | 0                                  | 0                                  | 0                                  | 260                                |
| Đảng Công minh                     | 52                                 | 0                                  | 0                                  | 0                                  | 52                                 |
| Đảng Tự do                         | 38                                 | 0                                  | 0                                  | 1                                  | 39                                 |
| Đảng Cộng sản                      | 0                                  | 26                                 | 0                                  | 0                                  | 26                                 |
| Đảng Dân chủ Xã hội                | 0                                  | 14                                 | 0                                  | 0                                  | 14                                 |
| Không đảng phái                    | 8                                  | 0                                  | 0                                  | 8                                  | 16                                 |
| Tổng cộng                          | 403                                | 86                                 | 0                                  | 10                                 | 499                                |

| Kết quả biểu quyết Tham nghị viện | Kết quả biểu quyết Tham nghị viện | Kết quả biểu quyết Tham nghị viện | Kết quả biểu quyết Tham nghị viện | Kết quả biểu quyết Tham nghị viện | Kết quả biểu quyết Tham nghị viện |
| Đảng                              | Tán thành                         | Không tán thành                   | Không biểu quyết                  | Không tham gia                    | Tổng cộng                         |
| --------------------------------- | --------------------------------- | --------------------------------- | --------------------------------- | --------------------------------- | --------------------------------- |
| Đảng Dân chủ                      | 20                                | 31                                | 5                                 | 0                                 | 56                                |
| Đảng Dân chủ Tự do                | 101                               | 0                                 | 0                                 | 0                                 | 101                               |
| Đảng Công minh                    | 24                                | 0                                 | 0                                 | 0                                 | 24                                |
| Đảng Tự do                        | 12                                | 0                                 | 0                                 | 0                                 | 12                                |
| Đảng Cộng sản                     | 0                                 | 23                                | 0                                 | 0                                 | 23                                |
| Đảng Dân chủ Xã hội               | 0                                 | 13                                | 0                                 | 0                                 | 13                                |
| Không đảng phái                   | 9                                 | 4                                 | 0                                 | 9                                 | 22                                |
| Tổng cộng                         | 166                               | 71                                | 5                                 | 9                                 | 251                               |

## Phản ứng

### Trong nước
Thủ tướng Obuchi cảm thấy việc thông qua luật là bước đi lớn cho Nhật Bản "tiến vào thế kỷ 21". Chủ tịch của một công đoàn giáo viên tán thành luật, cho rằng nó sẽ khắc sâu sự tôn trọng vào lòng người Nhật mà giảm bớt các sự việc người Nhật chế giễu quốc ca của những nước khác. Nhật hoàng Akihito không có phát biểu bình luận khi được phóng viên hỏi ở buổi họp báo nhân dịp sinh nhật của ông vào ngày 23 tháng 12, nhưng tỏ ý không hài lòng vào năm 2004 rằng yêu cầu giáo viên và học chào cờ hát quốc ca là việc "không mong muốn". Một số người Nhật lên án luật, lập luận rằng trừ phi chính phủ Nhật Bản chính thức xin lỗi, "chân thành hối hận" về các tội ác của mình vào Chiến tranh thế giới thứ hai, không có lý do gì để cảm thấy tự hào về quốc kỳ và quốc ca.
Ngành giáo dục cũng có những phản ứng trái chiều. Sau khi luật được thông qua, Bộ Giáo dục ra quy định rằng "bởi vì quốc kỳ và quốc ca rất quan trọng, vào các buổi lễ khai giảng và tốt nghiệp, các trường phải treo quốc kỳ Nhật Bản và cho học sinh hát bài "Kimigayo" (quốc ca)". Bộ Giáo dục cũng lưu ý rằng "trước bối cảnh quốc tế hóa và nhu cầu nuôi dưỡng lòng yêu nước cùng nhận thức bản sắc dân tộc, cần phải khuyến khích học sinh có thái độ tôn trọng quốc kỳ Nhật Bản và bài Kimigayo để cho chúng nó lớn lên thành công dân Nhật Bản đúng đắn trong xã hội được hội nhập quốc tế".
Người dân Hiroshima phần lớn phản đối luật. Là một trong hai tỉnh chịu hậu quả trực tiếp của Chiến tranh thế giới thứ hai, Hiroshima có ngành giáo dục chịu ảnh hưởng của các nhóm tiến bộ như công đoàn giáo viên. Người dân thấy luật là "sự phiền toái", trái với chính sách giáo dục của tỉnh và không thể giải quyết các vấn đề phát sinh từ thời chiến tranh.

### Ngoài nước
Người Phát ngôn Bộ Ngoại giao Trung Quốc nói rằng dự luật là vấn đề nội bộ người dân Nhật Bản giải quyết để tiến tới tương lai hòa bình. Thế hệ già ở Singapore vẫn còn ác cảm đối với quốc kỳ và quốc ca Nhật Bản. Chính phủ Philippine ủng hộ quyền quy định quốc kỳ và quốc ca của mỗi nước và nhận định rằng Nhật Bản sẽ không quay lại chủ nghĩa quân phiệt.

## Thi hành luật và tố tụng
Thủ tướng Obuchi và những viên chức khác nói rằng chính phủ sẽ không ra quy định về việc sử dụng quốc kỳ và quốc ca. Nhưng mà, sau khi luật được công bố thì Bộ Giáo dục ra quy định học sinh phải chào cờ và hát quốc ca trong các buổi lễ khai giảng và tốt nghiệp.
Năm 2003, chính quyền Tokyo ra quy định về việc sử dụng quốc kỳ và quốc ca. Quốc kỳ treo hướng về học sinh trong các buổi lễ. Các trường phải ghi tên những giáo viên không chào cờ hay hát quốc ca. Giáo viên có thể bị khiển trách, buộc phải lấy lớp bồi dưỡng, cắt lương hay đuổi việc. Năm 2004, 243 giáo viên bị kỷ luật, 67 giáo viên bị cảnh cáo do không chịu thi hành chính sách hay cho học sinh không chào cờ hát quốc ca. Sở Giáo dục Tokyo cho biết, hơn 400 người bị phạt kể từ năm 2004.
Một vài giáo viên kiện quy định của Tokyo vi phạm quyền tự do tư tưởng trong Hiến pháp Nhật Bản. Tòa án sơ thẩm Tokyo xử cho bên giáo viên thắng, nhưng tòa án phúc thẩm Tokyo xử rằng quy định không vi phạm Hiến pháp Nhật Bản. Năm 2011, Tòa án tối cao xử chung thẩm rằng yêu cầu giáo viên đứng hát quốc ca không vi phạm Hiến pháp Nhật Bản. Sau phán quyết, Osaka ra quy định yêu cầu giáo viên và những nhân viên trường khác đứng hát quốc trong các buổi lễ trường.

### Dẫn chứng
1. ↑  "Act on National Flag and Anthem", Japanese Law Translation, Ministry of Justice, ngày 1 tháng 4 năm 2009, Bản gốc lưu trữ ngày 2 tháng 8 năm 2012, truy cập ngày 27 tháng 7 năm 2011
2. ↑  麻生内閣総理大臣記者会見 [Prime Minister Aso Cabinet Press Conference] (bằng tiếng Nhật), Office of the Prime Minister of Japan, ngày 21 tháng 7 năm 2009, Bản gốc lưu trữ ngày 4 tháng 7 năm 2014, truy cập ngày 14 tháng 1 năm 2010
3. 1 2  Basic / General Information on Japan, Consulate-General of Japan in San Francisco, ngày 1 tháng 1 năm 2008, Bản gốc lưu trữ ngày 11 tháng 10 năm 2007, truy cập ngày 19 tháng 11 năm 2009
4. 1 2 3 4  Act on National Flag and Anthem 1999
5. 1 2  Itoh, Mayumi (tháng 7 năm 2001), "Japan's Neo-Nationalism: The Role of the Hinomaru and Kimigayo Legislation", Japan Policy Research Institute Working Paper, 79, Bản gốc lưu trữ ngày 2 tháng 10 năm 2018, truy cập ngày 13 tháng 10 năm 2010
6. ↑  Regarding the Treatment of the National Flag and Anthem 1999
7. ↑  Regarding the Treatment of the National and Prefectural Flags 2003
8. 1 2 3 4  プロトコール [Protocol] (PDF) (bằng tiếng Nhật), Ministry of Foreign Affairs, tháng 2 năm 2009, tr. 5–10, truy cập ngày 13 tháng 1 năm 2010
9. ↑  Takenaka 2003, tr. 68–69
10. ↑  Prime Minister's Proclamation No. 57 1870
11. ↑  第１４５回国会 国旗及び国歌に関する特別委員会 第４号 [145th Meeting of the Diet, Discussion about the bill Law Regarding the National Flag and National Anthem] (bằng tiếng Nhật), National Diet Library, ngày 2 tháng 8 năm 1999, Bản gốc lưu trữ ngày 19 tháng 8 năm 2011, truy cập ngày 1 tháng 2 năm 2010
12. ↑  National Flag & National Anthem, Cabinet Office, Government of Japan, 2006, truy cập ngày 2 tháng 1 năm 2010
13. ↑  Defense Specification Z 8701C (DSPZ8701C) (PDF) (bằng tiếng Nhật), Ministry of Defense, ngày 27 tháng 11 năm 1973, tr. 6, Bản gốc (PDF) lưu trữ ngày 20 tháng 4 năm 2012, truy cập ngày 9 tháng 7 năm 2009
14. ↑  Turnbull 2001
15. ↑  Cripps, D (1996), "Flags and Fanfares: The Hinomaru Flag and Kimigayo Anthem", trong Goodman, Roger; Ian Neary (biên tập), Case Studies on Human Rights in Japan, London: Routledge, tr. 77–78, ISBN 978-1-873410-35-6, OCLC 35294491, In 1870 the [Hinomaru] was designated as the national flag by means of a 'declaration (fukoku) by the Council of State (Daijō-kan太政官). In 1871, however, the Council was reorganized and the legislative function entrusted to the Left Chamber (Sa-in). Finally in 1885 the Council was replaced by a modern cabinet, with the result that the Council's declarations were abolished.
16. ↑  Self-Defense Forces Law Enforcement Order 1954
17. ↑  JMSDF Flag and Emblem Rules 2008
18. ↑  郵便のマーク (bằng tiếng Nhật), Communications Museum "Tei Park", Bản gốc lưu trữ ngày 19 tháng 12 năm 2007, truy cập ngày 6 tháng 2 năm 2010
19. ↑  Yoshida, Shigeru (ngày 2 tháng 5 năm 1947), Letter from Shigeru Yoshida to General MacArthur dated May 2, 1947 (bằng tiếng Nhật), National Diet Library, truy cập ngày 3 tháng 12 năm 2007
20. ↑  MacArthur, Douglas (ngày 2 tháng 5 năm 1947), Letter from Douglas MacArthur to Prime Minister dated May 2, 1947, National Archives of Japan, truy cập ngày 10 tháng 12 năm 2009
21. ↑  Aura Sabadus (ngày 14 tháng 3 năm 2006), "Japan searches for Scot who modernised nation", The Scotsman, Bản gốc lưu trữ ngày 16 tháng 12 năm 2012, truy cập ngày 10 tháng 12 năm 2007
22. ↑  Hongo, Jun (ngày 17 tháng 7 năm 2007), "Hinomaru, 'Kimigayo' express conflicts both past and future", The Japan Times, truy cập ngày 28 tháng 10 năm 2010
23. ↑  National Flag and Anthem (PDF), Japanese Ministry of Foreign Affairs, 2000, tr. 2, truy cập ngày 11 tháng 12 năm 2009
24. ↑  Boyd 2006, tr. 36
25. ↑  Goodman 1996, tr. 81
26. ↑  Itoh 2003, tr. 206
27. ↑  Lall 2003, tr. 44–45
28. 1 2  Hood 2001, tr. 66–67
29. 1 2 3  "Vote in Japan Backs Flag and Ode as Symbols", The New York Times, ngày 23 tháng 7 năm 1999, truy cập ngày 13 tháng 10 năm 2010
30. ↑  Wong, So Fei (ngày 1 tháng 11 năm 2007), Reframing Futoko in Japan – A Social Movement Perspective (PDF), School of Social Sciences – The University of Adelaide, tr. 174, Bản gốc (PDF) lưu trữ ngày 10 tháng 3 năm 2012, truy cập ngày 4 tháng 6 năm 2011
31. 1 2  Itoh 2003, tr. 209
32. 1 2 3  "Education: Tanaka v. the Teachers", Time, ngày 17 tháng 6 năm 1974, Bản gốc lưu trữ ngày 23 tháng 6 năm 2011, truy cập ngày 13 tháng 10 năm 2010
33. ↑  Goodman 1996, tr. 82–83
34. ↑  Okano 1999, tr. 237
35. ↑  Itoh 2003, tr. 208
36. ↑  Stockwin 2003, tr. 180
37. ↑  国旗国歌法制化についての民主党の考え方 [The DPJ Asks For A Talk About the Flag and Anthem Law] (bằng tiếng Nhật), Democratic Party of Japan, ngày 21 tháng 7 năm 1999, Bản gốc lưu trữ ngày 16 tháng 1 năm 2010, truy cập ngày 17 tháng 1 năm 2010
38. ↑  Itoh 2003, tr. 209–10
39. ↑  国旗国歌法案への対応決める／「国旗だけを法制化」修正案提出・否決なら自由投票 [Responding to determine the national flag and anthem bill / "flag legislation only" amendment submitted; free vote if rejected] (bằng tiếng Nhật), Democratic Party of Japan, ngày 16 tháng 7 năm 1999, Bản gốc lưu trữ ngày 17 tháng 1 năm 2010, truy cập ngày 18 tháng 1 năm 2010
40. ↑  国旗・国歌法案、衆院で可決 民主党は自主投票 [National flag and anthem bill passed in the House of Representatives; DPJ free vote] (bằng tiếng Nhật), Democratic Party of Japan, ngày 22 tháng 7 năm 1999, Bản gốc lưu trữ ngày 17 tháng 1 năm 2010, truy cập ngày 18 tháng 1 năm 2010
41. ↑  "Public favors flag over anthem, poll shows", The Japan Times, ngày 5 tháng 8 năm 1999, truy cập ngày 14 tháng 10 năm 2010
42. ↑  第１４５回国会 本会議 第４７号 [145th Session of the Diet, plenary meeting No. 47] (bằng tiếng Nhật), National Diet Library, ngày 22 tháng 7 năm 1999, Bản gốc lưu trữ ngày 14 tháng 7 năm 2012, truy cập ngày 17 tháng 1 năm 2010
43. ↑  本会議投票結果: 国旗及び国歌に関する法律案 [Plenary vote: Act on National Flag and Anthem] (bằng tiếng Nhật), House of Councillors, ngày 9 tháng 8 năm 1999, truy cập ngày 13 tháng 10 năm 2010
44. ↑  議案審議経過情報: 国旗及び国歌に関する法律案 [Deliberation Information: Act on National Flag and Anthem] (bằng tiếng Nhật), House of Representatives, ngày 13 tháng 8 năm 1999, Bản gốc lưu trữ ngày 23 tháng 3 năm 2011, truy cập ngày 17 tháng 1 năm 2010
45. ↑  Itoh 2003, tr. 210
46. ↑  Itoh 2003, tr. 211
47. ↑  Statement of Prime Minister Keizo Obuchi, Ministry of Foreign Affairs, ngày 9 tháng 8 năm 1999, truy cập ngày 28 tháng 1 năm 2010
48. ↑  Press Conference on the occasion of His Majesty's Birthday (1999), The Imperial Household Agency, ngày 23 tháng 12 năm 1999, truy cập ngày 28 tháng 1 năm 2010
49. 1 2  "Tokyo's Flag Law: Proud Patriotism, or Indoctrination?", The New York Times, ngày 17 tháng 12 năm 2004, truy cập ngày 31 tháng 5 năm 2011
50. 1 2  McCormack 2001, tr. xvii
51. ↑  Weisman, Steven R. (ngày 29 tháng 4 năm 1990), "For Japanese, Flag and Anthem Sometimes Divide", The New York Times, truy cập ngày 2 tháng 1 năm 2010
52. ↑  学習指導要領における国旗及び国歌の取扱い [Handling of the flag and anthem in the National Curriculum] (bằng tiếng Nhật), Hiroshima Prefectural Board of Education Secretariat, ngày 11 tháng 9 năm 2001, Bản gốc lưu trữ ngày 22 tháng 7 năm 2011, truy cập ngày 8 tháng 12 năm 2009
53. ↑  小学校学習指導要領解説社会編，音楽編，特別活動編 [National Curriculum Guide: Elementary social notes, Chapter music Chapter Special Activities] (bằng tiếng Nhật), Ministry of Education, ngày 17 tháng 9 năm 1999, Bản gốc lưu trữ ngày 19 tháng 3 năm 2006
54. 1 2  Murakami, Asako (ngày 9 tháng 8 năm 1999), "Flag-anthem law no end to controversy", The Japan Times, truy cập ngày 13 tháng 2 năm 2011
55. ↑  "Politicians, Teachers and the Japanese Constitution: Flag, Freedom and the State", Japan Focus, 2007, truy cập ngày 31 tháng 5 năm 2011
56. ↑  Akiko Fujita (ngày 14 tháng 2 năm 2011), "Japanese Teachers Fight Flag Salute, National Anthem Enforcement", ABC News International, truy cập ngày 31 tháng 5 năm 2011
57. ↑  "Anthem ordinance obliges Osaka teachers to stand, sing 'Kimigayo'", The Japan Times, ngày 4 tháng 6 năm 2011, truy cập ngày 4 tháng 6 năm 2011